# Den tyska ungdomsrörelsen
Den tyska ungdomrörelsen (tyska Die deutsche Jugendbewegung) var en tysk ungdomsrörelse som uppstod på 1800-talets slut. Den bestod av ett antal olika föreningar för ungdomar som alla fokuserade på friluftsliv. Till den tyska ungdomsrörelsen kan man räkna bland annat Wandervogel och Lebensreform.
Friedrich Nietzsche hade stort inflytande över rörelsen, och har beskrivits som "profeten för det oupptäckta landet, som  ungdomsrörelsen vill bygga upp". Flera senare rörelser som praktiserar egendomsgemenskap, till exempel kibbutzer och Bruderhof, kan spåra sitt ursprung till den tyska ungdomsrörelsen.